# Park Nam-chun
Park Nam-chun – południowokoreański zapaśnik w stylu wolnym. Brązowy medal na mistrzostwach Azji w 2012 roku.